# George Montgomerie, 15. Earl of Eglinton

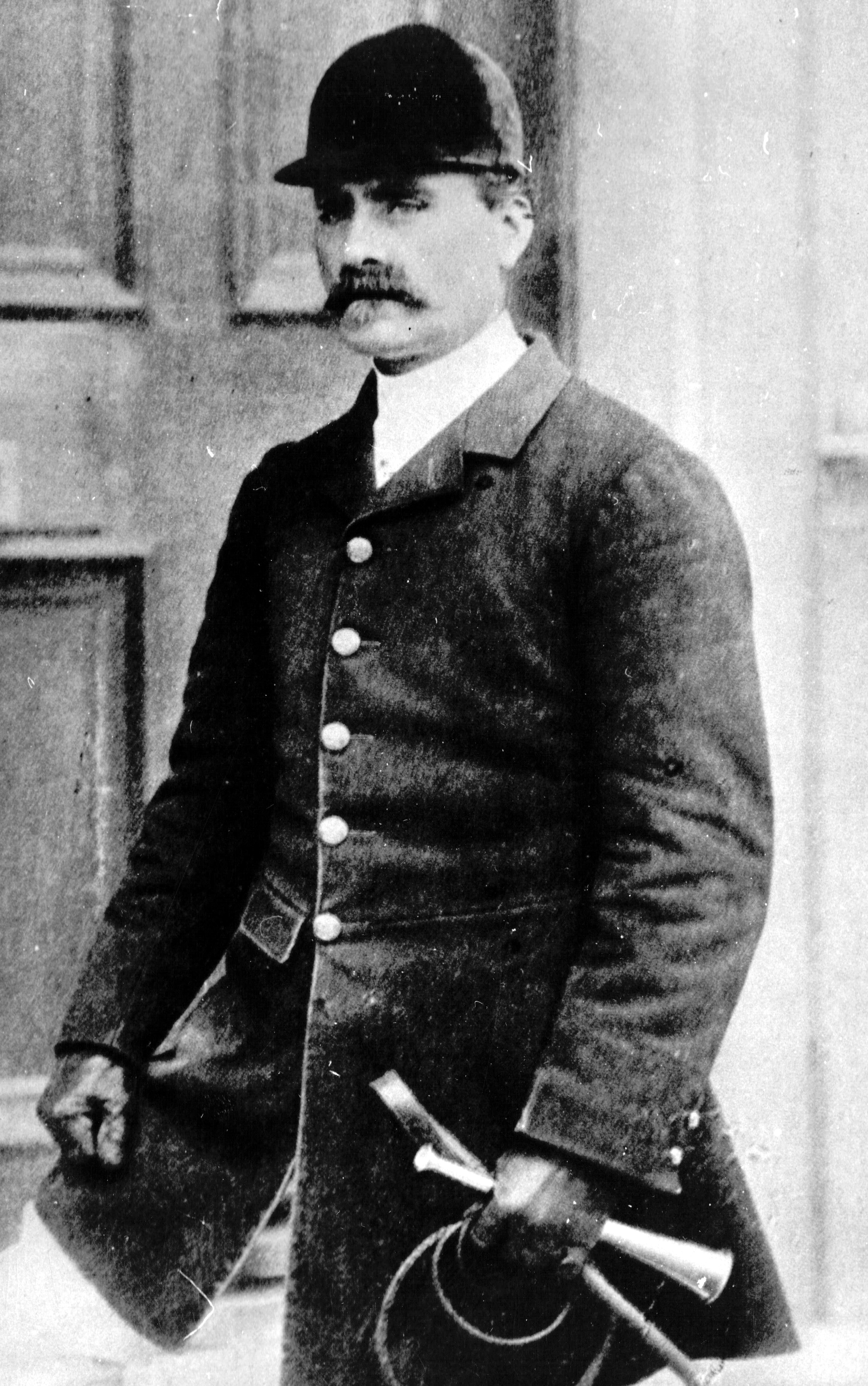
Montgomerie (um 1890)

George Arnulph Montgomerie, 15. Earl of Eglinton (* 23. Februar 1848; † 10. August 1919 in Ayrshire, Schottland) war ein schottisch-britischer Adliger und Tennisspieler.

## Leben
Er war der dritte und jüngste Sohn des Archibald Montgomerie, 13. Earl of Eglinton (1812–1861), aus dessen erster Ehe mit Theresa Newcomen. Sein beiden älteren Brüder waren Archibald William Montgomerie, 14. Earl of Eglinton (1841–1892) und Hon. Seton Montolieu Montgomerie (1846–1883). Er heiratete 1873 Janet Lucretia Cuninghame (1856–1923). Montgomerie diente als Offizier der Grenadier Guards in der British Army und erreichte dort den Rang eines Lieutenant.
Zwischen 1878 und 1887 nahm er regelmäßig an den Wimbledon Championships teil. Sein bestes Resultat erzielte er dort im Jahr 1880, als er bis ins Halbfinale vordringen konnte und schließlich Otway Edward Woodhouse in fünf Sätzen unterlag.
1892 erbte er beim Tod seines ältesten Bruders Archibald dessen Adelstitel als 15. Earl of Eglinton, 3. Earl of Winton, 16. Lord Montgomerie und 4. Baron Ardrossan. Er wurde dadurch Mitglied des House of Lords. Von 1897 bis zu seinem Tod 1919 hatte er das Amt des Lord Lieutenant von Ayrshire inne.

## Nachkommen
Aus seiner Ehe mit Janet Lucretia Cuninghame hatte er fünf Kinder:
- Lady Georgiana Theresa Montgomerie (1876–1938) ⚭ 1895 William Mure of Caldwell;
- Lady Edith Mary Montgomerie (1877–1947) ⚭ 1901 Algernon Richard Trotter, 12. Laird of Mortonhall, 3. Laird of Charterhall;
- Archibald Seton Montgomerie, 16. Earl of Eglinton (1880–1945), ⚭ (1) 1908–1922 Lady Beatrice Susan Dalrymple, Tochter des 11. Earl of Stair, ⚭ (2) 1922 Marjorie Vernon;
- Hon. William Alexander Montgomerie (1881–1903);
- Hon. Francis Cuninghame Montgomerie (1887–1950) ⚭ 1910 Alice Dudley Arthur.